# Welvaartseconomie
Welvaartstheorie of welvaartseconomie is een tak van de economische wetenschap waarin het evalueren en maximaliseren van de welvaart centraal staat. In deze theorie zijn de voorwaarden opgenomen waaronder de welvaart kan worden gemaximaliseerd en geoptimaliseerd. Men bestudeert de welvaart van afzonderlijke subjecten met als doel hier de welvaart van de gemeenschap uit af te leiden.
Er is sprake van een optimale allocatie wanneer het niet mogelijk is de welvaart van één (groep van) subject(en) er op vooruit te laten gaan zonder dat die van een ander(e groep) subject(en) erop achteruit gaat. De welvaart van de gemeenschap gaat dus omhoog als ze voor een of meer subjecten toeneemt en voor geen enkel afneemt. Dit noemt men een Pareto-verbetering, verwijzend naar het economische begrip Pareto-efficiënt. 
Als de welvaart voor sommige subjecten omhoog gaat en voor andere daalt, dan ligt dit wat complexer. Indien de winnaars meer profiteren dan de verliezers aan nut verliezen, dan wordt ook wel van een potentiële Pareto-verbetering gesproken. Dit begrip houdt in dat de maatschappij als geheel zou kunnen profiteren van deze verbetering, indien de winnaars de verliezers compenseren. Dit principe staat ook bekend als de Kaldor-Hicks-efficiëntie. 
In aanvulling op het Pareto-optimum concludeerde de Engelse econoom Pigou dat de welvaart ook wordt verhoogd indien:
- de verdeling van het nationale product minder ongelijk over de bevolking wordt verdeel en/of
- de variabiliteit van het inkomen wordt verkleind: als het inkomen stabieler is en conjunctuurgolven gedempt worden.

Hij introduceerde bovendien het begrip externe effecten, die zowel positief als negatief kunnen zijn. Denk aan het plezier dat een mooie voortuin aan voorbijgangers biedt resp. lawaai-overlast door vliegverkeer. De negatieve effecten kunnen worden gecorrigeerd door een (Pigouviaanse) belasting op te leggen aan de veroorzaker ervan.

## Kanttekeningen
Volgens de theorie leidt het marktmechanisme bij volkomen concurrentie automatisch tot Pareto-optimale allocatie. In de werkelijkheid is er echter zelden sprake van volkomen concurrentie. Bovendien moet worden aangetekend dat 'optimaal' hier niet betekent dat alle subjecten zo goed mogelijk in hun behoeften worden voorzien. De verdeling der middelen kan bij optimale allocatie in de zin van Pareto zeer scheef zijn. Dit geeft in de praktijk dan ook aanleiding tot herverdeling der middelen via de overheid.